# Hansjürgen Bratzke
Hansjürgen Bratzke (* 19. Mai 1946 in Hamburg) ist ein deutscher Rechtsmediziner und ehemaliger Hochschullehrer.

## Leben
Nach Schulbesuch in Berlin und dem Medizinstudium an der dortigen Freien Universität von 1966 bis 1972 arbeitete er als wissenschaftlicher Assistent am Institut für Rechtsmedizin und erwarb 1975 mit seiner Dissertation zum Zusammenhang zwischen freien Fettsäuren und Wachstumshormonausschüttung  den Doktortitel.
Seit 1978 ist Bratzke Facharzt für Rechtsmedizin, seit 1981 habilitiert (Thema der Habilitationsschrift waren Hirnstammverletzungen) und seit 1984 vertritt er das Fach als Professor, zunächst an der Freien Universität Berlin, ab dem gleichen Jahr an der Ludwig-Maximilians-Universität München und ab 1991 auf dem Lehrstuhl an der Johann-Wolfgang-Goethe-Universität Frankfurt. In Frankfurt war er bis zu seinem Ruhestand 2013 geschäftsführender Direktor des Zentrums für Rechtsmedizin und Direktor des Instituts für Forensische Medizin. Ein bevorzugtes Interessengebiet Bratzkes ist die Forensische Neuropathologie.
Bratzke ist Mitglied der Ethikkommission des Uniklinikums Frankfurt. Für die berufspolitischen Belange seiner Kollegen setzte sich Hansjürgen Bratzke als Präsident des Berufsverbandes Deutscher Rechtsmediziner ein; seit 2017 ist er Vizepräsident des Berufsverbands.

## Aufklärungsarbeit in Kriminalfällen
Hansjürgen Bratzke untersuchte die Opfer aus vielen Kriminalfällen und tritt auch nach Ende seiner Arbeit an der Universität als Gutachter vor Gericht auf. Zu den aufsehenerregenden Fällen gehörten
- Sechsfachmord im Haus Kettenhofweg 124/124a in Frankfurt am Main, 1994
- Entführung und Ermordung von Jakub Fiszman, 1996
- 2. Obduktion von Oury Jalloh in Frankfurt am Main, 2005
- Exhumierung und Untersuchung des Brauereibesitzers Bruno H. Schubert, 2012

## Ehrungen
- Konrad-Händel-Preis der Deutschen Gesellschaft für Rechtsmedizin, 2005
- Senator-Lothar-Danner-Medaille des Bundes gegen Alkohol und Drogen im Straßenverkehr, 2011